# Call Me
Call Me ist ein Lied von Blondie aus dem Jahr 1980, das von Giorgio Moroder und Deborah Harry geschrieben wurde. Das Lied ist auf dem Soundtrack des Kinofilms Ein Mann für gewisse Stunden enthalten.

## Geschichte
Ursprünglich wollte Giorgio Moroder das Lied mit Stevie Nicks von Fleetwood Mac komponieren, doch durch Nicks’ Vertrag bei Modern Records wurde die Kooperation verhindert. So wandte er sich an Deborah Harry. Zuerst war der Song ein Instrumentalstück namens Man Machine, und nach ein paar Stunden wurde aus dem Stück das Lied Call Me. Das Lied handelt von einer Frau, die von ihrem Geliebten verlangt, dass er sie anruft.
Die Veröffentlichung fand im Februar 1980 in den USA statt, während sie in Europa erst im April 1980 erfolgte. In den Vereinigten Staaten, in Kanada und in Großbritannien wurde der Rock-/New-Wave-Song ein Nummer-eins-Hit. Im Musikmagazin Rolling Stone, auf der Liste der 500 besten Songs aller Zeiten, erreichte Call Me Platz 283.

## Musikvideo
Zum Lied erschienen bisher zwei Musikvideos:
- In einem Musikvideo sieht man Ausschnitte von New York. Dieses Video ist auch im Videoalbum The Complete Picture: The Very Best of Deborah Harry and Blondie von 1991 enthalten.
- In einem anderen Video sieht man einen Taxifahrer, der mit seinem Checker Cab durch Manhattan fährt.[4]

## Verwendung in Soundtracks
Das Lied wurde in Ein Mann für gewisse Stunden sowie in dem englischen Film The Business und The Conjuring 3 verwendet.

## Kommerzieller Erfolg

### Chartplatzierungen
| ChartsChartplatzierungen       | Höchstplatzierung | Wochen |
| ------------------------------ | ----------------- | ------ |
| Deutschland (GfK)              | 14 (20 Wo.)       | 20     |
| Österreich (Ö3)                | 5 (12 Wo.)        | 12     |
| Schweiz (IFPI)                 | 3 (15 Wo.)        | 15     |
| Vereinigte Staaten (Billboard) | 1 (25 Wo.)        | 25     |
| Vereinigtes Königreich (OCC)   | 1 (10 Wo.)        | 10     |

| ChartsJahrescharts (1980)      | Platzierung |
| ------------------------------ | ----------- |
| Deutschland (GfK)              | 42          |
| Schweiz (IFPI)                 | 9           |
| Vereinigte Staaten (Billboard) | 1           |
| Vereinigtes Königreich (OCC)   | 48          |

### Auszeichnungen für Musikverkäufe
| Land/Region                  | Auszeichnungen für Musikverkäufe (Land/Region, Auszeichnung, Verkäufe) | Verkäufe  |
| ---------------------------- | ---------------------------------------------------------------------- | --------- |
| Italien (FIMI)               | Gold                                                                   | 25.000    |
| Kanada (MC)                  | Platin                                                                 | 150.000   |
| Neuseeland (RMNZ)            | Platin                                                                 | 30.000    |
| Spanien (Promusicae)         | Gold                                                                   | 30.000    |
| Vereinigte Staaten (RIAA)    | Gold                                                                   | 1.000.000 |
| Vereinigtes Königreich (BPI) | Platin                                                                 | 600.000   |
| Insgesamt                    | 3× Gold · 3× Platin ·                                                  | 1.835.000 |

## Coverversionen
- 1980: The Chipmunks
- 1980: Marianne Rosenberg (Ruf’ an!)
- 1980: Katrin Lindner
- 1985: Deborah Harry
- 1991: Nikka Costa
- 1997: Helena Vondráčková
- 1997: The 69 Eyes
- 2000: Tiffany
- 2000: Jill Jones
- 2009: In This Moment
- 2009: Franz Ferdinand
- 2012: The Help
- 2012: L’uke
- 2013: Garden of Delight
- 2021: Gabry Ponte, R3hab, Timmy Trumpet
- 2024: Cascada
- 2024: The Last Dinner Party